# 窪川原子力発電所
窪川原子力発電所（くぼかわげんしりょくはつでんしょ）は、四国電力が高知県高岡郡窪川町（現四万十町）大鶴津 に建設を計画していた原子力発電所である。

## 経緯
- 1974年 - 四国電力、第2原発を高知県佐賀町（現黒潮町）に計画。
- 1975年 - 反対運動で佐賀町立地を断念し計画地を2.5km移動させ窪川町を予定地に。
- 1979年 - 原発立地を争点とした町長選挙で立地反対の藤戸進町長誕生。
- 1980年6月 - 藤戸町長が推進に転換して原発誘致を表明。四国電力に調査依頼。
- 1981年3月 - 藤戸町長リコール成立。
- 1982年 - 町長選で原発立地住民投票条例の制定を掲げ、藤戸町長再選。
- 1986年4月 - チェルノブイリ原子力発電所事故。
- 1986年12月 - 建設予定地の興津漁協が立地調査を拒否。
- 1988年1月 - 藤戸町長誘致断念を表明。
- 1988年3月 - 町長選で反対派町長誕生。
- 1988年6月 - 町議会、全会一致で終結宣言。